# Aphelandra boyacensis
Aphelandra boyacensis är en akantusväxtart som beskrevs av Emery Clarence Leonard. Aphelandra boyacensis ingår i släktet Aphelandra och familjen akantusväxter. Inga underarter finns listade i Catalogue of Life.